# OpenWindows
OpenWindows (オープン・ウィンドウズ)は、サン・マイクロシステムズのワークステーションのかつてのデスクトップ環境であり、SunView、NeWS、X Window Systemのプロトコルの組み合わせである。OpenWindowsは、SunOS 4以降とSolarisオペレーティングシステムに含まれており、Solaris9でCommon Desktop Environment（CDE）とGNOME 2.0に置き換えられて削除されるまで使われていた。
OpenWindowsはOPEN LOOK GUIの仕様を実装していた。OpenWindowsは、OPEN LOOKウィンドウマネージャー（olwm）、DeskSet生産性ツール、XViewおよびOLITウィジェットツールキットと、基盤となるX11/NeWSウィンドウサーバーの4つのコンポーネントで構成されていた。

## 歴史
OpenWindows 1.0は、SunOS 4.0への個別にライセンスされた追加として1989年にリリースされ、古いSunView（元々は「SunTools」）ウィンドウシステムに取って代わった。そのコアは「xnewsサーバー」であり、その名前が示すように、X11ベースとNeWSベースの両方のアプリケーションをサポートするハイブリッドウィンドウサーバである。このサーバでは、十分にサポートされていなかったものの、レガシーSunViewアプリケーションを表示することもできる。（スタンドアロンのNeWSウィンドウシステムもしばらくの間利用可能だったが、SunOSの主要なウィンドウ環境ではなかった。）1990年のSunOS 4.1.1以降、OpenWindows 2.0がオペレーティングシステムにバンドルされた。
Solaris 2.0はSunOS 4の後継の最初のリリースであり、OpenWindows 3.0.1が含まれていた。1993年後半のSolaris 2.3以降、SunはX11の標準X11R5リリースに切り替えた。それはまだOpenWindows（現在はバージョン3.3）と呼ばれていたが、NeWSプロトコルはDisplay PostScriptのサポートに置き換えられた。SunViewアプリケーションのサポートは廃止された。ウィンドウマネージャとツールのグラフィカルなルックアンドフィールは、引き続きOPEN LOOKに基づいている。Solaris 7は、X11R6.4サーバーと共にOpenWindows 3.6.1を備えていた。
1993年、サンと当時の他の主要なUnixベンダーは、Unixリリース間のさらなる標準化を求めてCOSEアライアンスを結成した。アライアンスはMotifのルックアンドフィールを標準として選択し、SunはOpenWindowsを段階的に廃止して、CDEとして知られるようになった新しいCOSEデスクトップ環境を採用すると発表した。
OpenWindowsの最後のリリースはバージョン3.6.2で、Solaris 8に含まれている。2002年のSolaris 9のリリースにより、SolarisからのOpenWindowsサポートの削除がようやく始まり、OPEN LOOK DeskSetツールであるOLIT、XView開発ツール、olwmが削除された。XViewまたはOLITで構築されたアプリケーションの実行と表示のサポートは、Solaris 9とSolaris 10の両方に残っているが、必要なライブラリはSolaris 11以降のリリースには含まれていない。

## オープンソース開発
"OpenWindows Augmented Compatibility Environment" を短縮形にした「OWAcomp」と呼ばれるプロジェクトは、Solaris 9、10（SPARCおよびx86）およびLinux（x86）でOpenWindows Deskset環境を使用できることを目的にしている。また、SourceForge.netでホストされている、OpenWindowsに基づく「openlook」というプロジェクトもある。2007年7月の時点で、これはかなりLinux中心のプロジェクトとなっている。一部のOpenWindowsアプリケーションは、サンがオープンソースとしてリリースしていないため、一部は書き直されており、一部はまだ欠落している。